# Cattleya neokautskyi
Cattleya neokautskyi é uma espécie de  planta do gênero Cattleya e da família Orchidaceae.  
Pertence à série Parviflorae. A Cattleya neokautskyi foi descrita para algumas populações que apresentam diferenciação em relação a Cattleya harpophylla, que ocorre na mesma região. O labelo tem o lobo terminal mais curto, e as pétalas e sépalas são mais largas. A separação das duas espécies é bastante tênue. Floresce no inverno.  

## Taxonomia
A espécie foi descrita em 2008 por Cássio van den Berg. 
Os seguintes sinônimos já foram catalogados:  
- Laelia kautskyi  Pabst
- Dungsia kautskyi  (Pabst) Chiron & V.P.Castro
- Hoffmannseggella kautskyi  (Pabst) H.G.Jones
- Laelia kautskyana  Pabst
- Sophronitis kautskyi  (Pabst) van den Berg & M.W.Chase

## Forma de vida
É uma espécie epífita e herbácea. 

## Conservação
A espécie faz parte da Lista Vermelha das espécies ameaçadas do estado do Espírito Santo, no sudeste do Brasil. A lista foi publicada em 13 de junho de 2005 por intermédio do decreto estadual nº 1.499-R. 

## Distribuição
A espécie é endêmica do Brasil e encontrada no estado brasileiro de Espírito Santo. 
A espécie é encontrada no domínio fitogeográfico de Mata Atlântica, em regiões com vegetação de floresta ombrófila pluvial.